# Helena Georgievna de Leuchtenberg
Helena Georgievna Romanovskaya, duquesa de Leuchtenberg (em russo: Елена Георгиевна Рома́новская; romaniz.: Elena Heorhyevna Romanovskaya; Nice, 18 de maio; 3 de janeiro no calendário juliano de 1892 – Roma, 6 de fevereiro de 1971) era filha de Jorge Maximilianovich, 6.º Duque de Leuchtenberg com sua segunda esposa, a princesa Anastásia do Montenegro, e esposa do conde polaco Estevão Tyszkiewicz.

## Família
Helena Georgievna nasceu no dia 15 de janeiro de 1892 em Nice, França. Era filha de Jorge Maximilianovich, 6.º Duque de Leuchtenberg e de sua segunda esposa, a princesa Anastásia do Montenegro. Seus avós paternos eram Maximiliano de Beauharnais, 3.º Duque de Leuchtenberg e a grã-duquesa Maria Nikolaevna da Rússia, enquanto seus avós maternos eram o rei Nicolau I de Montenegro e Milena Vukotić.
Helena serviu como enfermeira durante a Primeira Guerra Mundial.

## Casamento
Em 18 de julho de 1917 em Ialta, Crimeia, Helena casou-se morganaticamente com o conde polaco Estevão Tyszkiewicz. Eles tiveram uma filha:
- Natália Tyszkiewicza (1921–2003), nunca se casou nem teve filhos.

A cerimónia foi discreta, haja vista que a Revolução Russa já havida ocorrido e o país sob um governo provisório.